# Daniel Ribeiro (ator)
Daniel Ribeiro (Osasco – 1973), é um ator brasileiro.
Estreou na televisão em 2011 com uma participação especial na novela Cordel Encantado. Em 2012 faz parte do elenco do remake da novela Gabriela como o jagunço Clemente. Em 2013 faz a novela Além do Horizonte. Em 2015 interpretou o corretor Timbó, na novela das sete I Love Paraisópolis.
No cinema participou dos filmes Acquária, Aurora, O Duplo e outros.

## Filmografia

### Televisão
| Ano  | Título                      | Personagem                      | Notas                      |
| ---- | --------------------------- | ------------------------------- | -------------------------- |
| 2011 | Cordel Encantado            | Tenente Aroeira                 | Participação especial      |
| 2012 | Gabriela                    | Clemente                        |                            |
| 2013 | Além do Horizonte           | Eduardo (Edu Dente de Ouro)     |                            |
| 2015 | I Love Paraisópolis         | Itamar Timbó                    |                            |
| 2016 | A Lei do Amor               | Jorge Martins                   | 1ª fase                    |
| 2017 | Malhação: Viva a Diferença  | Nestor dos Santos (Pai de Deco) | Participação especial      |
| 2018 | Malhação: Vidas Brasileiras | Antônio de Jesus (Tom)          | Participação especial      |
| 2019 | Aruanas                     | Ícaro                           | [ 6 ] [ 7 ]                |
| 2019 | Amor de Mãe                 | Jandir                          | Episódio: "25 de novembro" |

### No cinema
| Ano  | Título                        | Personagem        |
| ---- | ----------------------------- | ----------------- |
| 2003 | Acquária                      | Ábbadon           |
| 2011 | Inquérito Policial n° 0521/09 | Antônio Junqueira |
| 2011 | Aurora                        | Carlos            |
| 2012 | O Duplo                       | Namorado          |